# Tinajas, Mexiko
Tinajas är en ort i Mexiko.   Den ligger i kommunen Atzalan och delstaten Veracruz, i den sydöstra delen av landet, 210 km öster om huvudstaden Mexico City. Tinajas ligger 714 meter över havet och antalet invånare är 160.
Terrängen runt Tinajas är huvudsakligen kuperad, men åt sydväst är den bergig. Runt Tinajas är det ganska tätbefolkat, med 93 invånare per kvadratkilometer. Närmaste större samhälle är Teziutlan, 16,8 km sydväst om Tinajas. I omgivningarna runt Tinajas växer i huvudsak städsegrön lövskog.